# NGC 6316
NGC 6316 (również GCL 57 lub ESO 454-SC4) – gromada kulista znajdująca się w gwiazdozbiorze Wężownika. Odkrył ją William Herschel 24 maja 1784 roku. Jest położona w odległości ok. 33,9 tys. lat świetlnych od Słońca oraz 8,5 tys. lat świetlnych od centrum Galaktyki.